# Pimm’s

Logo der Marke Pimm’s

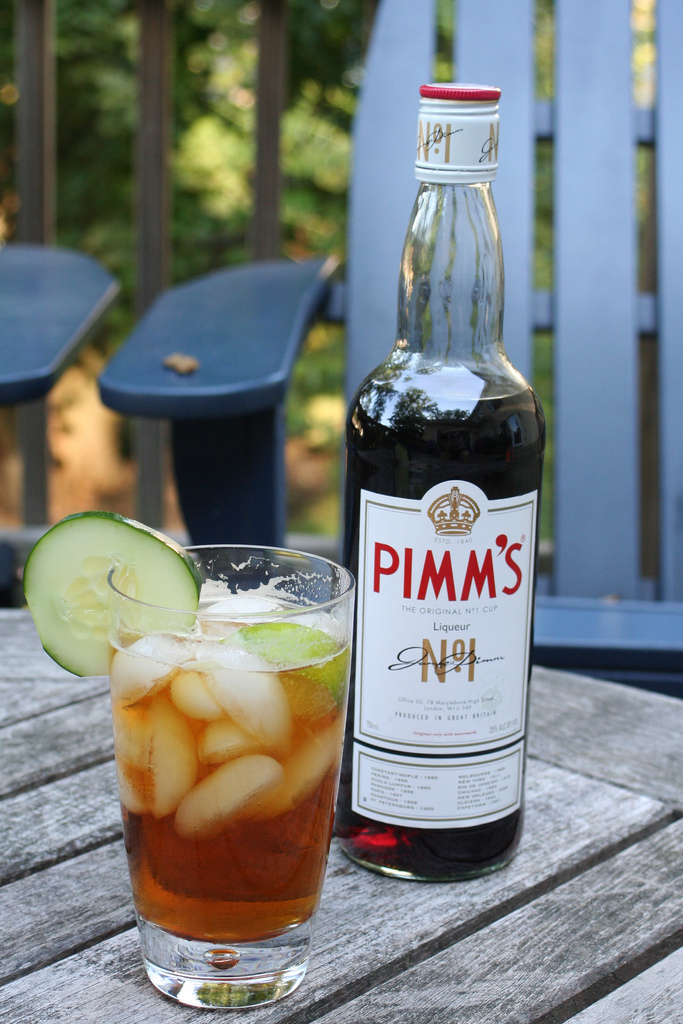
Ein Pimm’s Cup mit einer Flasche Pimm’s No. 1

Pimm’s ist eine Marke für Liköre und gehört heute zum internationalen Spirituosenkonzern Diageo. Der älteste und bekannteste Pimm’s-Likör ist die Sorte Pimm’s No. 1 (engl. „Pimm’s Number One“ [pɪms ˈnʌmbə wʌn] = Pimms Nummer eins), ein leicht bitterer, kräutrig-würziger Likör auf Gin-Basis mit einem Alkoholgehalt von 25 % vol. Er wird fast ausschließlich in Cocktails vermixt, überwiegend mit Limonade im Pimm’s Cup, einem nach dem Likör benannten und vor allem in Großbritannien beliebten Sommergetränk.

## Geschichte
Namensgebend für die Likörmarke war James Pimm (1798–1873), ein englischer Bauernsohn, der jedoch eine höhere Erziehung genoss und sich 1823 oder 1824 in der Londoner Lombard Street niederließ, um als „shellfish monger“ mit Austern zu handeln. Später eröffnete er in der Nähe (No. 3 Poultry) ein Geschäft namens Pimm’s Oyster Warehouse. Das spätere Restaurant namens Pimm’s Oyster Bar befand sich damit nah am Buckingham Palace und der Bank of England und soll von der „besseren Gesellschaft“ Londons rege frequentiert worden sein. Als Begleitung zu den Austern habe Pimm bereits um 1840 einen House Cup, ein Mixgetränk auf Gin-Basis, serviert; dieser sei der Vorläufer des heutigen Likörs Pimm’s No. 1.
Allerdings wird die Ursprungslegende verschiedentlich bezweifelt, tatsächlich gehe das Getränk erst auf Pimms Geschäftsnachfolger Samel Morey zurück, der es lediglich nach dem Namensgeber des inzwischen als Pimm’s Oyster Bar firmierenden Restaurants benannte. Morey besaß nachweislich seit 1860 eine Lizenz für den Handel mit Alkohol. Seinerzeit war es keine Seltenheit, dass Händler hausgemachte Spirituosen zum Mixen mit Likören und Säften ausschenkten und sie, in Anlehnung an die Krüge oder Becher, in denen sie verkauft wurden, „Cups“ nannten. In der Fachliteratur des 19. Jahrhunderts bildeten Cups eine große Gruppe unter den damals üblichen Mixgetränken. Dale DeGroff, der allerdings in diesem Zusammenhang von der Zeit um 1840 spricht, sieht in dem Konzentrat des Pimm’s Cup einen Gin Sling, und da der Drink mit Kräuterauszügen – möglicherweise mit den ersten nach England importierten Cocktail-Bitters – gewürzt gewesen sei, könnte er sogar einem Bittered Sling entsprochen haben. Als solcher, nämlich einer Mischung aus Spirituose, Wasser, Zucker und Bitters, war 1806 in den Vereinigten Staaten das damals noch neue Wort „Cocktail“ definiert worden. Die weiteren Sorten (No. 2 bis No. 6) wurden später auch auf dem Etikett ausdrücklich als „Sling“ ausgewiesen. Immer wieder wird das Jahr 1859 als Verkaufsbeginn des Pimm’s Cup genannt., anderen Quellen zufolge seien die Cups No. 2 und 3 bereits 1851 entwickelt worden und in jenem Jahr habe auch der Außer-Haus-Verkauf begonnen. Sicher ist lediglich, dass das ursprüngliche Produkt Pimm’s No. 1 Gin enthielt und mit verschiedenen Kräutern und Gewürzen verfeinert wurde, darunter Chinin, das auch in Tonic Water enthalten ist. Das Restaurant wechselte mehrmals den Besitzer (erwähnt wird beispielsweise ein gewisser Frederick Sawyer), bis es schließlich um 1880 der Weinhändler, Gastronom und Politiker Horatio David Davies kaufte. Davies wurde später in den Adelsstand aufgenommen, war Parlamentsmitglied und in der Amtsperiode 1897 Bürgermeister von London. Neben anderen Restaurants, die er übernahm, gründete er auch vier weitere Pimm’s-Filialen. Gegen Ende des 19. Jahrhunderts wurde auch in England Eis bei der Zubereitung von Mixgetränken üblich.

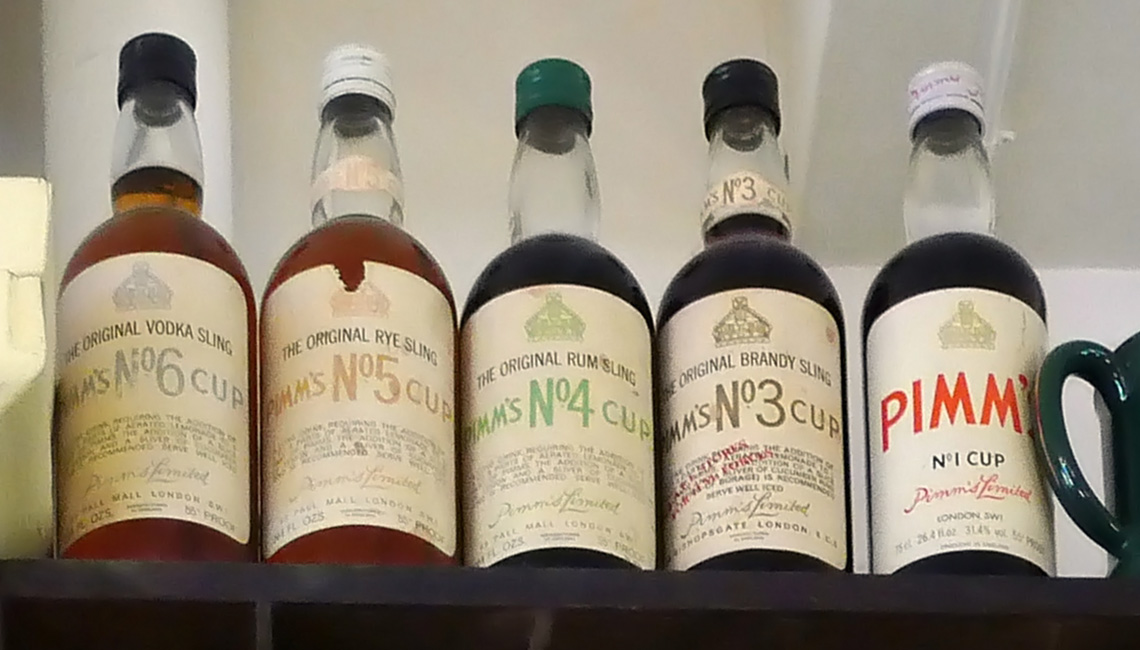
Historische Flaschen mit verschiedenen Sorten Pimm’s

1906 überführte Sir Davies Pimm’s in eine Private Company (eine Art Kapitalgesellschaft) und begann, die Getränkemischungen in großem Stil zu vermarkten. Neben Pimm’s No. 1 mit Gin gab es noch Pimm’s No. 2 (mit Whisky) und Pimm’s No. 3 (mit Brandy). Die Pimm’s Cups waren bald im gesamten Vereinigten Königreich und darüber hinaus im Britischen Empire bekannt. 1912 verstarb Davies, sein Unternehmen wurde aber noch 57 Jahre über seinen Tod hinaus von einer Familienstiftung („familiy trust“) kontrolliert. Vor allem in den 1920er Jahren erlebte Pimm’s eine Blüte und wurde auch international erfolgreich, zum Beispiel in den Vereinigten Staaten und Kanada: David Embury erwähnte in der 1958er Ausgabe seines erstmals 1948 erschienenen Standardwerks The Fine Art of Mixing Drinks die Sorten Pimm’s No. 1, No. 2 und No. 3.
Nach dem Zweiten Weltkrieg wurde das Sortiment um weitere Sorten Pimm’s ergänzt: Der „Original Rum Sling“ (No. 4), der „Original Rye Sling“ (No. 5) und schließlich der „Original Wodka Sling“ (No. 6). 1967 wurden noch als Sorten erhältlich, im Gegensatz zum traditionsreichen No. 1 waren die anderen Produkte allerdings kommerziell wenig erfolgreich und wurden 1970 von der Distillers Company, die die Marke inzwischen übernommen hatte, vom Markt genommen. In den 1970er und 1980er Jahren geriet die Marke Pimm’s in eine Absatzkrise. Die Distillers Company wurde von 1986 vom Wettbewerber Guinness plc übernommen. 1997 fusionierte Guinness mit der Grand Metropolitan plc zum Spirituosenkonzern Diageo, in dessen Portfolio sich Pimm’s noch heute befindet.

## Produkte
Heute werden die Versionen auf Basis von Gin (No. 1) und Wodka (No. 6) angeboten, letztere angeblich basierend auf der Rezeptur von 1840, jedoch mit Wodka statt Gin. Die Rezepturen und genaue Inhaltsstoffe der Pimm’s-Liköre sind nicht bekannt. Angeblich soll Pimm’s No. 1 neben Gin noch Orangenlikör, Zitronenschalen, Curry, Nelken, Kräuter und verschiedene Wurzelarten enthalten.
Außerdem wurde Pimm’s No. 3 als Pimm’s No. 3 Winter Cup mit veränderter Rezeptur wieder eingeführt. Darüber hinaus sind heute unter der Marke Pimm’s die Produkte Pimm’s Blackberry & Elderflower (Brombeere und Holunderblüte), Pimm’s Strawberry & Mint (Erdbeere und Minze) sowie ein Cider Cup erhältlich.